# Triclabendazol
Triclabendazolul este un antihelmintic din clasa derivaților de benzimidazol, fiind utilizat în tratamentul infestațiilor cauzate de viermi paraziți. Calea de administrare disponibilă este cea orală.
Molecula a fost aprobată pentru uz medical în Statele Unite ale Americii în anul 2019. Se află pe lista medicamentelor esențiale ale Organizației Mondiale a Sănătății.

## Utilizări medicale
Triclabendazolul este utilizat în tratamentul următoarelor infecții parazitare:
- fascioloză acută
- paragonimoză

Medicamentul este disponibil și pentru uz veterinar.